# Harumi Honda
Harumi Honda (jap. 本田 晴美, Honda Harumi; * 12. November 1963 in Misaki, Präfektur Okayama) ist ein ehemaliger japanischer Bahnradsportler und Weltmeister.
Harumi Honda wurde 1987 Weltmeister im Keirin bei der Bahnrad-WM in Wien. Er ist somit der einzige Japaner, dem es jemals gelang, in dieser ursprünglich japanischen Sportart Weltmeister zu werden. 1989 belegte er zudem einen zweiten Platz bei der Winterbahn-Meisterschaft in Gent.